# لويز هاموند ريمون
لويز هاموند ريمون (بالإنجليزية: Louise Hammond Raymond)‏ مواليد 29 ديسمبر 1886 في نيويورك، كانت لاعبة كرة مضرب أمريكية. وصلت مرتين لنهائي البطولات الوطنية الأمريكية في فئة الفردي ومرتين لنهائي الزوجي ومرتين لنهائي الزوجي المختلط.

## النهائيات

### الفردي (الوصافة 2)
| السنة | البطولة                         | المنافس              | النتيجة في النهائي |
| 1910  | البطولات الوطنية الأمريكية 1910 | هازل هوتشكيس وايتمان | 4–6, 2–6           |
| 1916  | البطولات الوطنية الأمريكية 1916 | مولا مالوري          | 0–6, 1–6           |

### الزوجي (الوصافة 2)
| السنة | البطولة                         | الشريك     | المنافس في النهائي          | النتيجة في النهائي |
| 1914  | البطولات الوطنية الأمريكية 1914 | إدنا ويلدي | ماري براون لويز ريدل وليامز | 8–10, 2–6          |
| 1916  | البطولات الوطنية الأمريكية 1916 | إدنا ويلدي | مولا مالوري إليونورا سيرز   | 6–4, 2–6, 8–10     |

### الزوجي المختلط (الوصافة 2)
| السنة | البطولة                         | الشريك        | المنافس في النهائي                   | النتيجة في النهائي |
| 1908  | البطولات الوطنية الأمريكية 1908 | ريمون دي ليتل | ناثانيال نيلس إديث روتش              | 4–6, 6–4, 4–6      |
| 1909  | البطولات الوطنية الأمريكية 1909 | ريمون دي ليتل | والاس إف جونسون هازل هوتشكيس وايتمان | 2–6, 0–6           |